# Ludvika Ulrika kyrka
Ludvika Ulrika kyrka är en kyrkobyggnad i Ludvika. Den är församlingskyrka för Ludvika församling i Västerås stift. 
Kyrkan invigdes 23 oktober 1752 som kapell till Grangärde kyrka. När Ludvika blev en egen församling 1863 blev Ludvika Ulrica församlingskyrka. Kyrkans namn kommer från drottning Lovisa Ulrika, som även kallades Ludvika Ulrika och Ludovica Ulrika
Ludvika Ulrika kyrka ersatte ett litet träkapell från 1652 i Kapellhagen vid Hammarbacken, på norra sidan om Ludvika ström. Predikstolen från detta kapell finns kvar i Mockfjärds kyrka. Kyrkogården tillkom då kyrkan fick begravningsrätt 1782.
I kyrkan hölls begravningsgudstjänsten för Dan Andersson 1920.

## Kyrkobyggnaden
Kyrkan är en korskyrka och ytterväggarna är målade med vit linoljefärg, fram till 1790 var dock fasaden faluröd. 1790 kläddes även fasaden in med stående slät panel, tidigare var stockarna i dagen. Panelen byttes mot spån 1908 och 1953. Kyrkan fick en grund först vid renoveringen 1908–1909. Kyrktuppen på kyrkans östra taknock skänktes 1994 av de entreprenörer som utfört renoveringen 1993–1994. 
En klockstapel uppfördes samtidigt med kyrkan, men byggdes om 1850. Denna ersattes 1909 med den nuvarande stapeln, ritad av Gustaf Améen.
Under flera år fylldes kyrkans gudstjänster många gånger på samma dag, medan högerextrema demonstrationer pågick i staden. Biskop Mikael Mogren yttrade under en sådan gudstjänst att ”just nu är den här kyrkans altare den viktigaste punkten i landet, i kampen mot våldsbejakande extremism”.

## Interiör och inventarier
Predikstolen är sannolikt lika gammal som kyrkan. 
Altartavlan är målad av Karl Vilhelm Nordgren 1830 och föreställer Jesu korsfästelse. En äldre altartavla sitter i kyrkans söderskepp. 
Dopfunten är tillverkad av Erik Sand och har en tillhörande väggrelief, båda dessa tillkom till återinvigningen av kyrkan 1955. Vid denna tid tillkom även ett målat korfönster och ett smitt gallerverk, skapade av Nils Aron Berge och kyrkans triumfkrucifix, av Arvid Backlund. Orgeln byggdes 1957 av Åkerman och Lund Orgelbyggeri AB.
| Man I. Huvudverk  | Man II. Positiv | Man III. Svällverk | Pedal              | Koppel |
| ----------------- | --------------- | ------------------ | ------------------ | ------ |
| Principal 8'      | Gedackt 8'      | Gedackt 16'        | Principal 16'      |        |
| Flöjt harmonik 8' | Principal 4'    | Rörflöjt 8'        | Subbas 16'         |        |
| Gamba 8'          | Kvintadena 4'   | Salicional 8'      | Oktavbas 8'        |        |
| Oktava 4'         | Nachthorn 2'    | Voix céleste 8'    | Borduna 8'         |        |
| Kvinta 2 2/3'     | Larigot 1 1/3'  | Prestant 4'        | Gedacktpommer 4'   |        |
| Oktava 2'         | Oktava 1'       | Spetsflöjt 4'      | Blockflöjt 2'      |        |
| Mixtur 4-5 chor   | Scharf 2 chor   | Fugara 4'          | Rauschkvint 3 chor |        |
| Trumpet 8'        |                 | Nasard 2 2/3'      | Fagott 16'         |        |
|                   |                 | Svegel 2'          |                    |        |
|                   |                 | Ters 1 3/5'        |                    |        |
|                   |                 | Mixtur 3-4 chor    |                    |        |
|                   |                 | Skalmeja 8'        |                    |        |
|                   |                 | Tremulant          |                    |        |

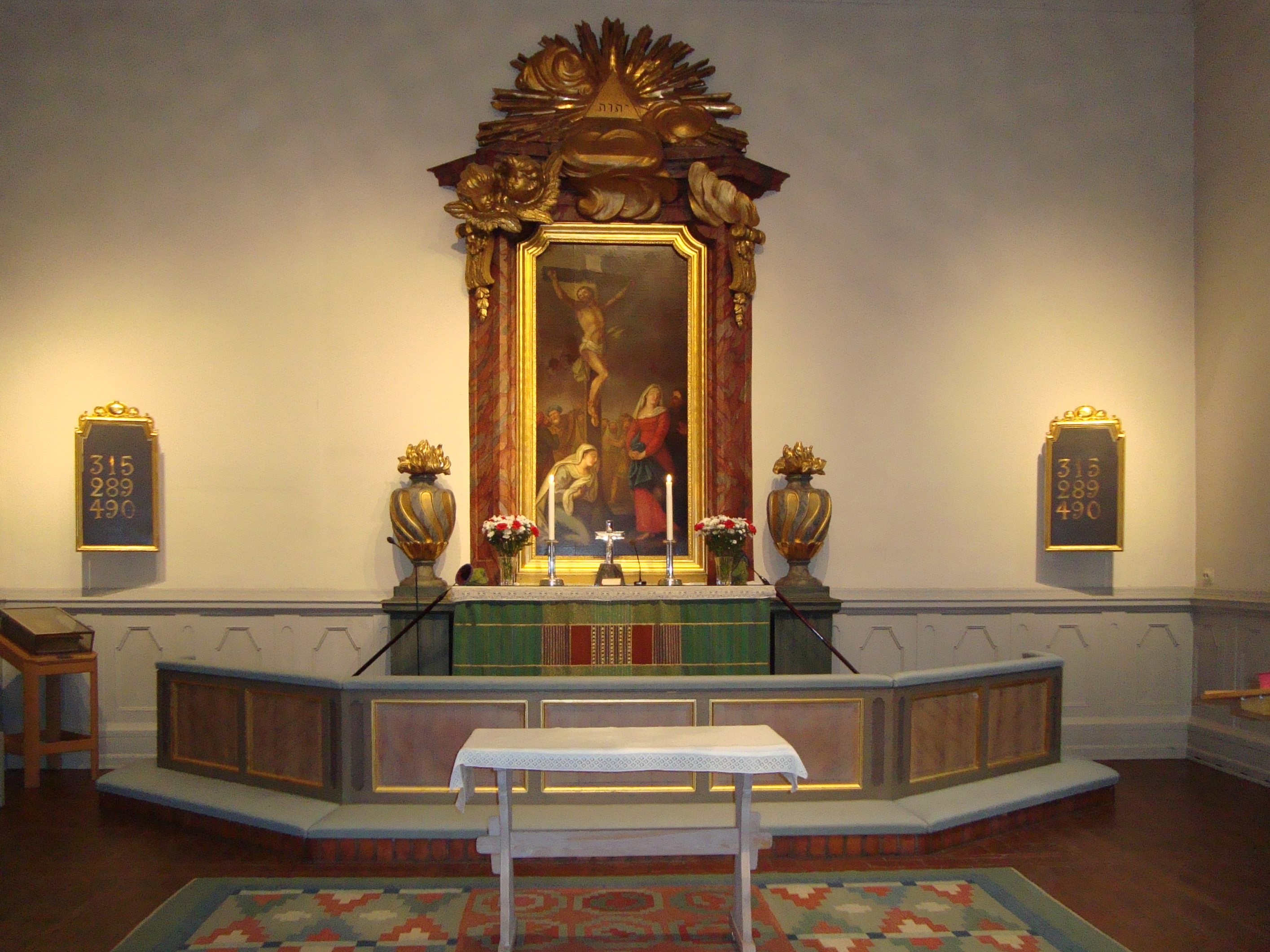
Altaruppsatsen.
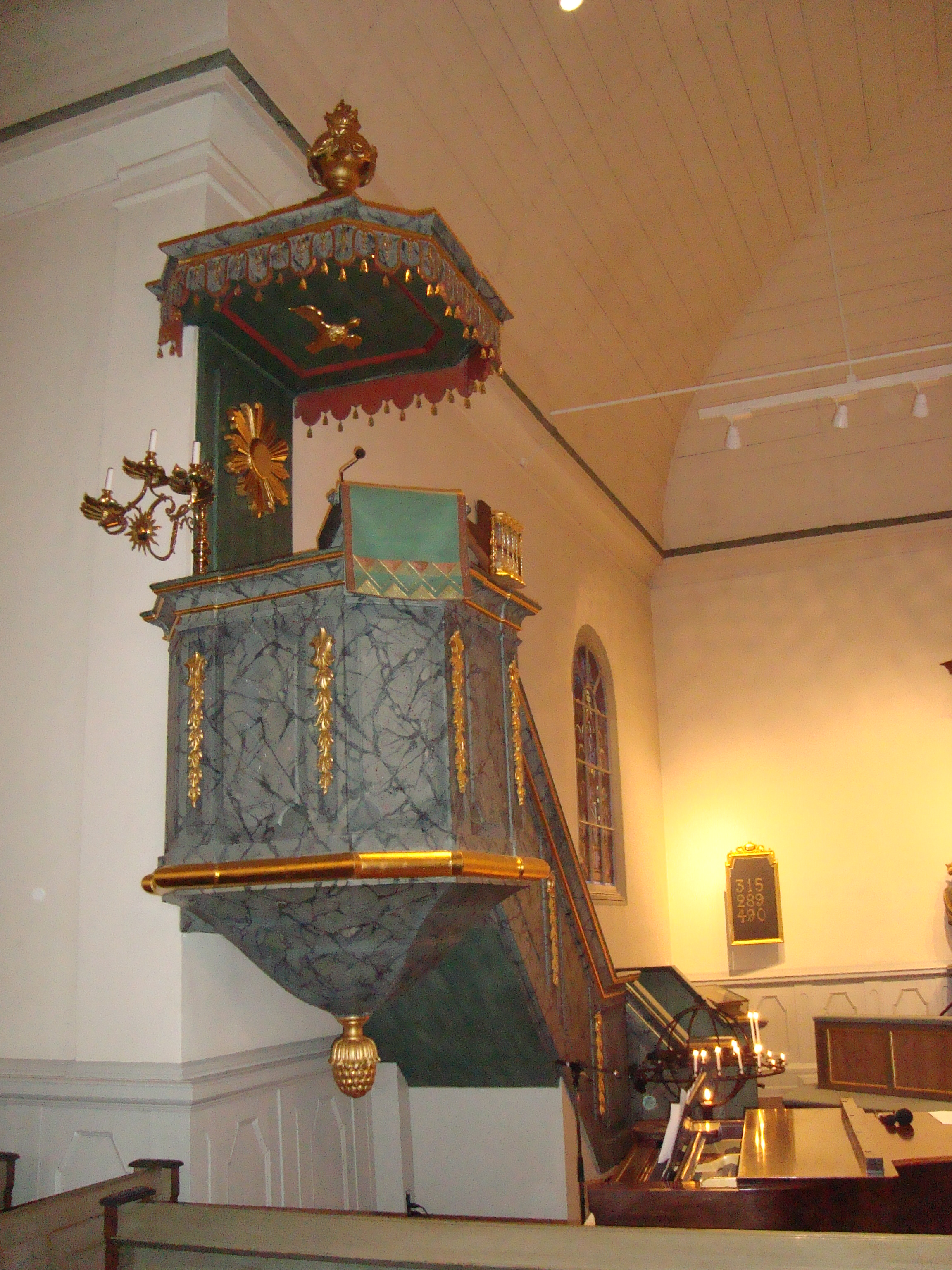
Predikstolen.
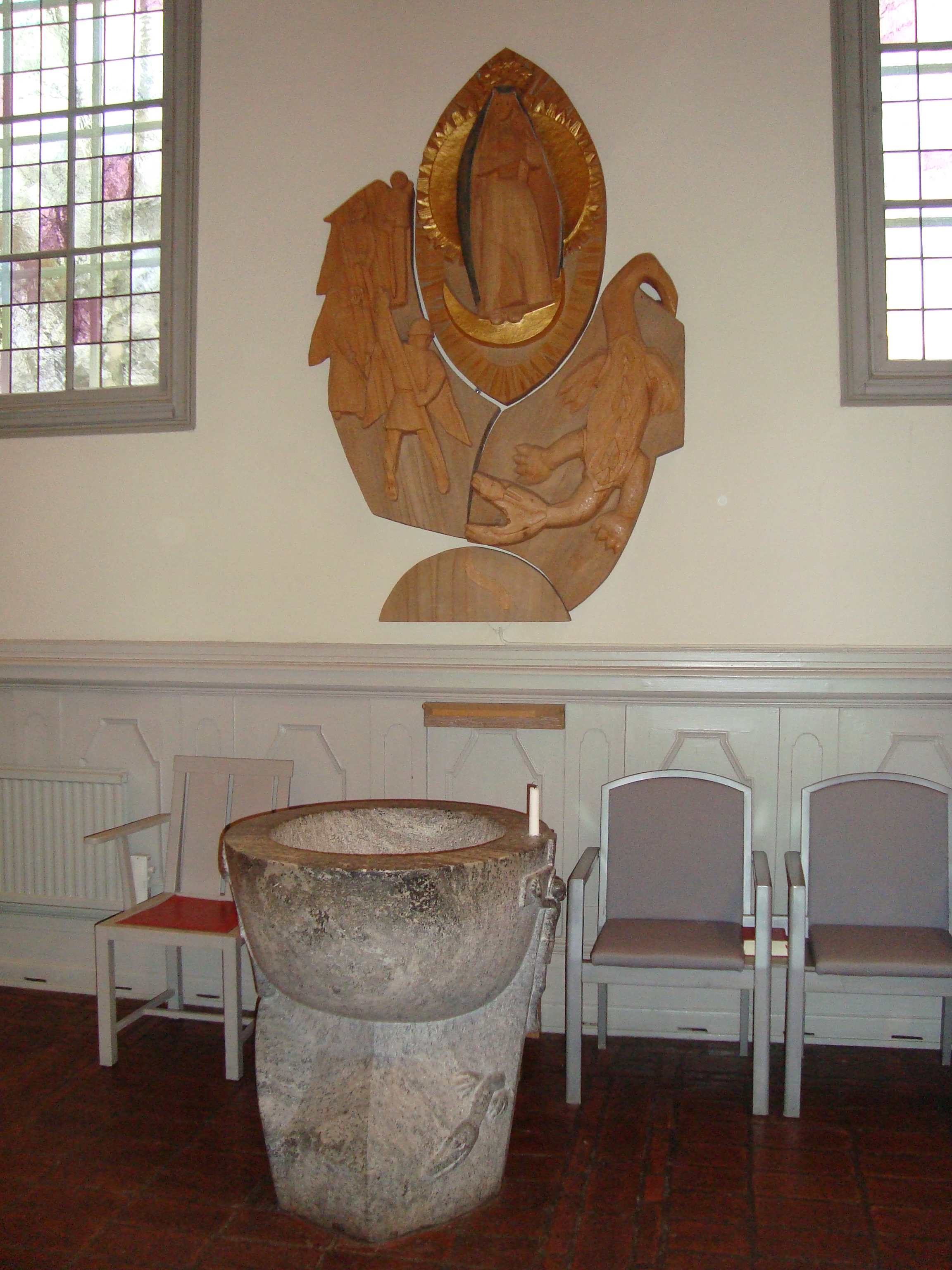
Dopfunten och väggreliefen.
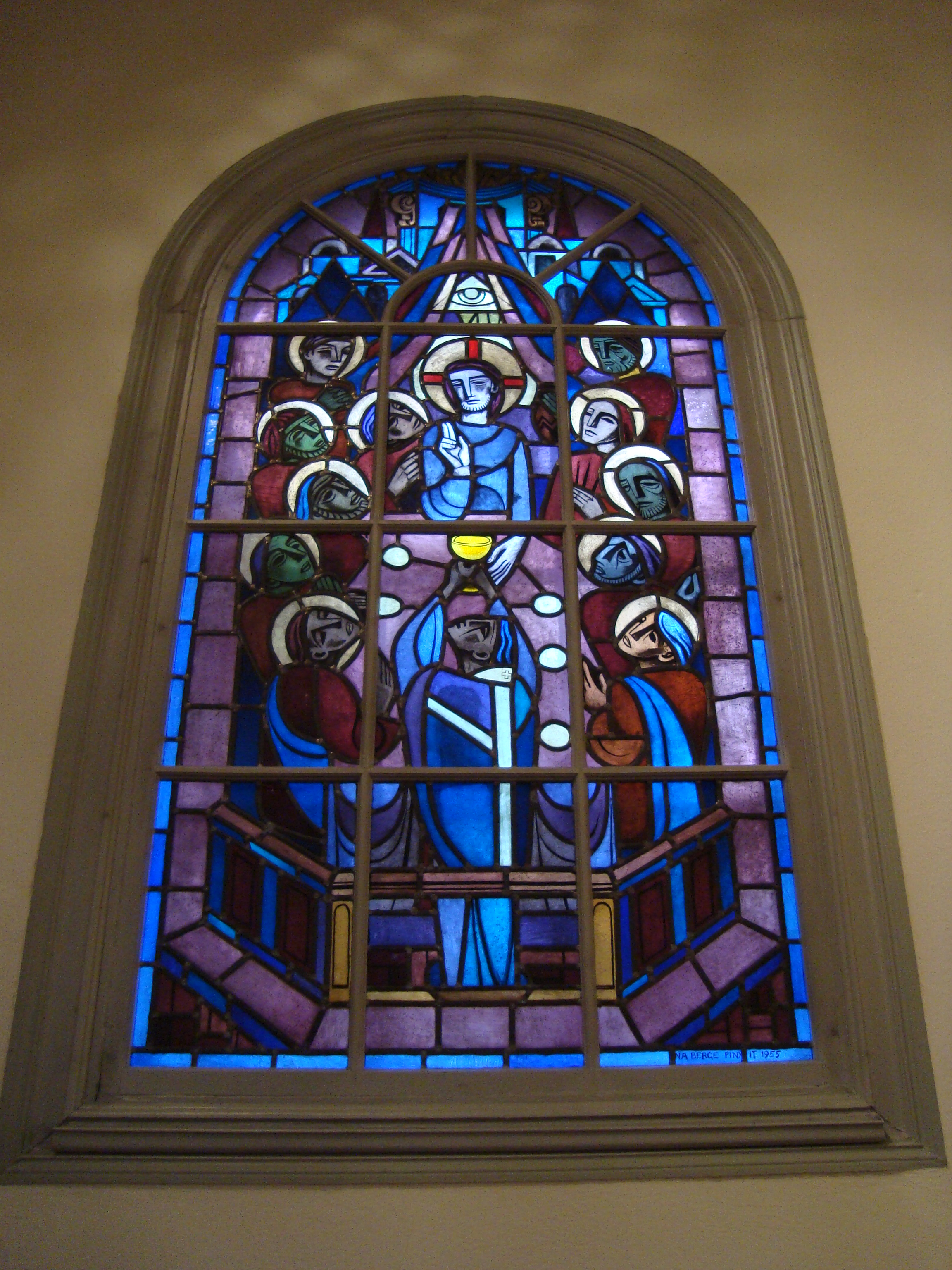
Korfönstret.
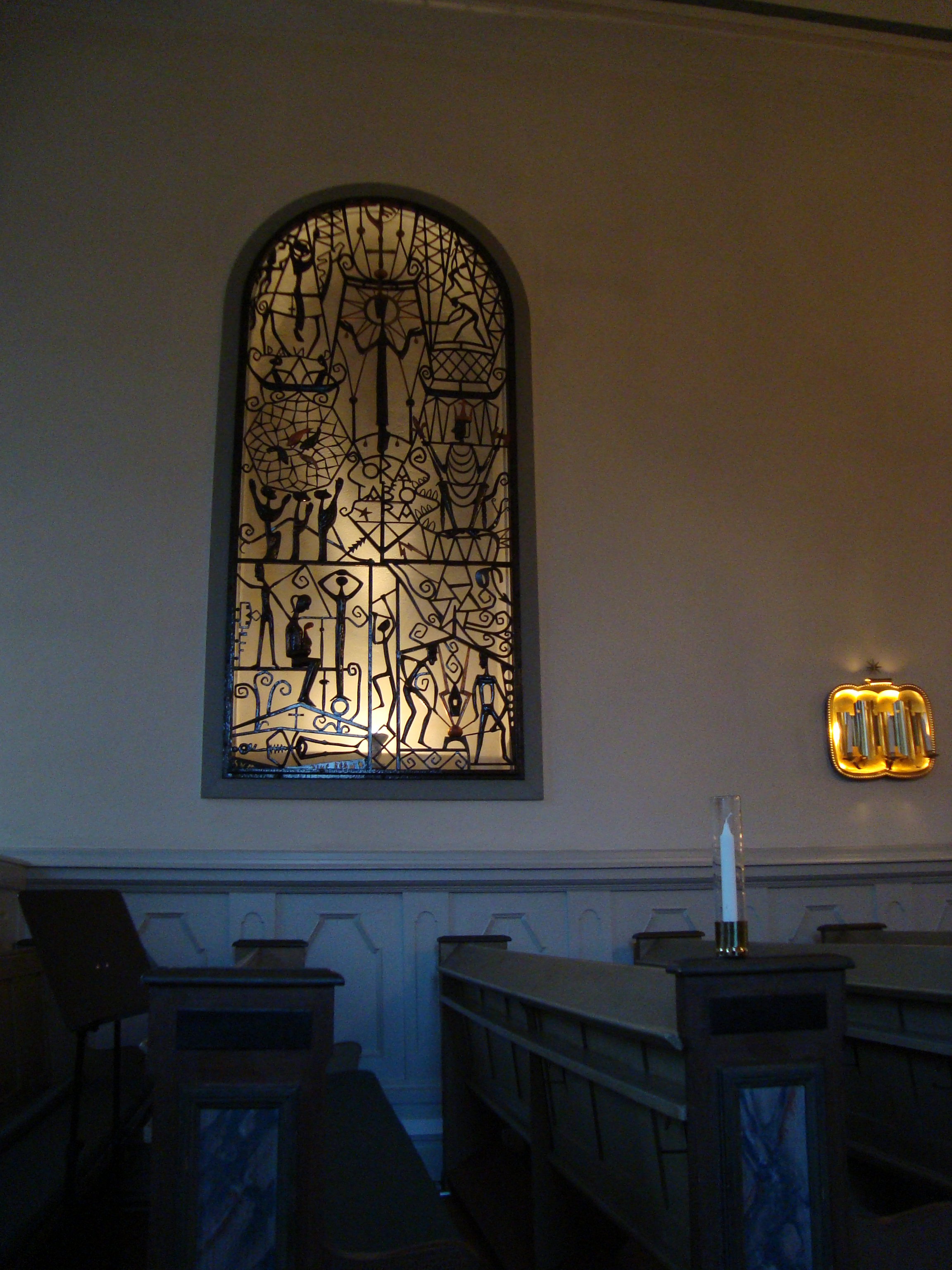
Gallerverket.
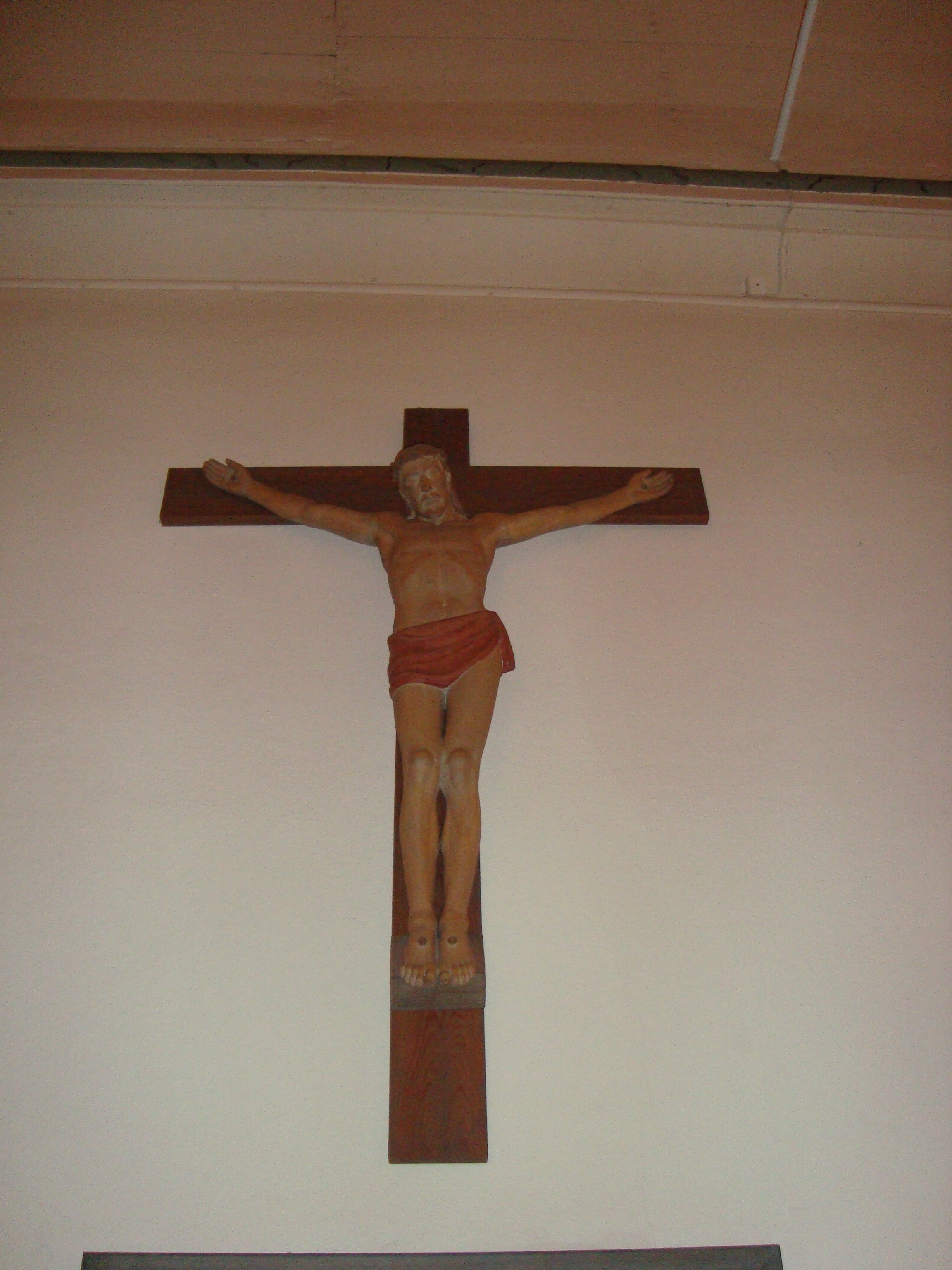
Triumfkrucifixet.

## Renoveringar
Omfattande renoveringar har utförts 1828–1829, 1908–1909, 1924–1925, 1954–1955 och 1993–1994.
Renoveringen 1993 började med en målning av fasaden, men man upptäckte ruttna bärande takbjälkar och att putsen i innertaket, från 1885, riskerade att rasa ner. Valven vitmålades istället för att återputsas och flera andra åtgärder utfördes, såsom nytt golv, nya mattor, nya armaturer, borttagande av de främsta bänkraderna och installation av flera säkerhetsdetaljer.